# اسلام‌آباد لیشتر
اسلام‌آباد لیشتر، روستایی از توابع بخش مرکزی شهرستان گچساران در استان کهگیلویه و بویراحمد ایران است.

## جمعیت
این روستا پرجمعیت‌ترین روستای دهستان لیشتر و مرکز دهستان لیشتر می‌باشد و براساس سرشماری مرکز آمار ایران در سال ۱۳۸۵، جمعیت آن ۸۹۴ نفر (۱۷۲ خانوار) بوده‌است.